# Bobrovec (Západní Tatry)
Bobrovec je hraniční vrch v severní části Západních Tater o nadmořské výšce 1663 m. Z vrcholu je krásný výhled na Západní Tatry.